# Lawrence Stone
Lawrence Stone (4. prosince 1919 – 16. června 1999) byl anglický historik, známý především svými pracemi na téma anglické občanské války v 17. století.
Známá je též jeho práce z oblasti dějin každodennosti Sex and Marriage in England 1500-1800 popisující dějiny institutu manželství. V letech 1963-1990 byl profesorem historie na Univerzitě v Princetonu. Byl zastáncem užití metod sociálních věd ve vědě historické.